# Metro Station
Metro Station est un groupe de pop rock américain originaire de Los Angeles, en Californie. Séparés en  mars 2010, ils se sont reformés en 2014. En fin d'année 2006, le groupe signe un contrat avec Columbia/Red Ink. Le groupe est formé en 2006. Le groupe est plus connu pour leur chanson Shake It extraite de leur album éponyme. Le groupe est popularisé par les deux chanteurs, Trace Cyrus, qui est le demi-frère de Miley Cyrus qui joue dans la série télévisée Hannah Montana et par Mason Musso qui est le grand frère de Mitchel Musso également de la série Hannah Montana.

## Histoire du groupe

### Débuts du groupe
Metro Station s'est formé en trois étapes, Trace et Mason se sont rencontrés à Hollywood au cours de l'année 2006 par ce qu'on peut appeler « un rendez-vous de rock arrangé » par leurs frères et sœurs.

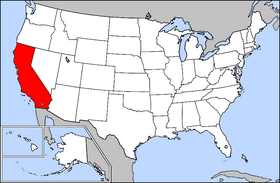
La Californie, l'État américain où le groupe fit ses débuts.

Trace et Mason, se sont déplacés à Los Angeles, de Nashville et Dallas respectivement, afin de chercher des musiciens avec qui collaborer. Lorsqu'ils se sont rencontrés, ça n'a pas été tout de suite la grande entente. Lorsqu'ils ont commencé à écrire ensemble, quoi qu'il arrive, quelque chose se passa. Ce sens de la nostalgie, de vouloir lier les choses, est une part essentielle du son de Metro Station et du sens de leur nom. Le groupe trouve sa place (et son nom) lorsque Trace et Mason ont trouvé le pianiste Blake, qui a collaboré avec eux sur leur premier single Seventeen Forever. Avec l'addition de Blake au sein de la formation, Metro Station a trouvé sa voie. Seventeen Forever est une véritable chanson qui rappelle celles des années 1980, le synthétiseur sonne comme un pouls pendant que les harmonies vocales de Mason et Trace ressortent. La chanson arrive dans les premières places des charts Myspace où le groupe a attiré l'attention de plusieurs maisons de disques ainsi que l'œil du batteur Anthony qui rejoint ensuite le groupe. Maintenant que la formation est complète, Metro Station est prêt à se confronter au fait qu'ils sont devenus un véritable phénomène musical internet.

### AlbumMetro Stationet concerts

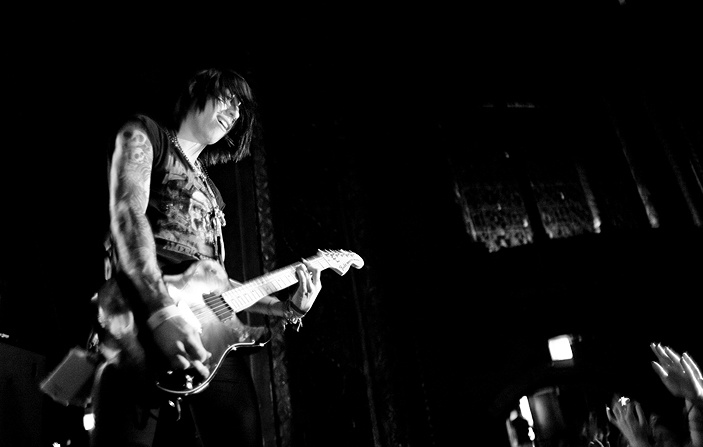
Trace Cyrus en concert à Chicago, Illinois

Les fans se faisant de plus en plus nombreux organisèrent eux-mêmes des Streets Teams afin de soutenir Metro Station. Ainsi ils se produisent dans de plus en plus de salle à Los Angeles dont The Echos. Même avec moins de 30 concerts à leur actif, leur performance créé déjà des vagues au sein de fans. Metro Station signe ensuite avec le label Red Ink à la fin de l'année 2006 pour enregistrer leur album au cours du printemps 2007. La chanson Shake It atteint les premières places du billboard US, en 2008.
Le groupe Motion City Soundtrack en a également produit deux chansons Kelsey et Comin' Around. Pour cet album, Metro Station s'est entouré de producteurs de renom comme Sam Hollander (S*A*M) et Dave Katz (SLUGGO) (Gym Class Heroes, Boys Like Girls). D'autre part leur équipe de management n'est autre que la société Crush Management qui s'occupe notamment de Fall Out Boy et Panic at the Disco.
Grâce au succès de cet opus le groupe parcourt maintenant les routes non seulement aux États-Unis mais également dans le monde entier dont une première date française prévue le 4 février 2009.
C'est au cours du mois de mars 2010, que le groupe se sépare du a de nombreuses disputes.

## Formation du groupe
Le groupe est composé de deux membres
- Trace Cyrus : parole et chœurs, guitare
- Mason Musso : guitare, parole et chœurs

Anciens Membres
- Blake Healy : guitare basse, synthétiseur, clavier
- Anthony Improgo : batterie, percussions

## Discographie

### Album studio
2015: Savior 
| Année | Album         | Position dans les Charts | Position dans les Charts | Position dans les Charts | Position dans les Charts | Position dans les Charts | Position dans les Charts | Position dans les Charts | Position dans les Charts | Position dans les Charts       |                        |
| ----- | ------------- | ------------------------ | ------------------------ | ------------------------ | ------------------------ | ------------------------ | ------------------------ | ------------------------ | ------------------------ | ------------------------------ | ---------------------- |
| Année | Album         | Drapeau du Royaume-Uni   | Drapeau des États-Unis   | US Elec-tro              | US Heat                  | US Rock                  | Drapeau de l'Australie   | Drapeau des Pays-Bas     | Drapeau de la Belgique   | Drapeau de la Nouvelle-Zélande | Drapeau de l'Allemagne |
| 2007  | Metro Station | 35                       | 29                       | 1                        | 2                        | 16                       | 17                       | 100                      | 57                       | 39                             | 27                     |

### 1. Love & War
2. She likes girls 
3. Gold 
4. Forever Young (feat. The Ready Set)
5. Play it cool

### Singles
| Année | Titre             | Position dans les Charts, | Position dans les Charts, | Position dans les Charts, | Position dans les Charts, | Position dans les Charts, | Position dans les Charts, | Position dans les Charts, | Position dans les Charts, | Position dans les Charts, | Position dans les Charts,      | Position dans les Charts, | Album         |
| ----- | ----------------- | ------------------------- | ------------------------- | ------------------------- | ------------------------- | ------------------------- | ------------------------- | ------------------------- | ------------------------- | ------------------------- | ------------------------------ | ------------------------- | ------------- |
| Année | Titre             | Drapeau du Royaume-Uni    | Drapeau de l'Irlande      | Drapeau des États-Unis    | US Hot 100                | US Pop 100                | US T40 Main               | US Dan-ce                 | Drapeau du Canada         | Drapeau de l'Australie    | Drapeau de la Nouvelle-Zélande | Drapeau de l'Allemagne    | Album         |
| 2007  | Kelsey            | -                         | -                         | -                         | -                         | -                         | -                         | -                         | -                         | -                         | 25                             | -                         | Metro Station |
| 2007  | Control           | -                         | -                         | -                         | -                         | -                         | -                         | -                         | -                         | -                         | -                              | -                         | Metro Station |
| 2008  | Shake It          | 6                         | 5                         | 10                        | 6                         | 7                         | 4                         | 17                        | 4                         | 2                         | 9                              | 9                         | Metro Station |
| 2008  | Seventeen Forever | -                         | -                         | 42                        | 42                        | 41                        | 30                        | -                         | 75                        | 43                        | -                              | -                         | Metro Station |

## Vidéographie
- Kelsey
- Control
- Shake It
- Seventeen Forever
- Wish We Were Older
- Love and War (août 2014)

## Récompenses
- Nickelodeon Kids Choice Awards Australia 2008 - Fave Song - Shake It